# 서한결
서한결(1991년 3월 30일 ~ )은 대한민국의 배우 겸 모델이다.

## 학력
- 동아방송예술대학교 연극영화과

## 출연

### 방송

#### 드라마
- 2008년 OCN Movies 《색시몽 리턴즈》
- 2015년 MBC 에브리원 《웹툰히어로 툰드라쇼》 - 채강우 역
- 2015년 TvN 《두번째 스무살》 - 이만기 역
- 2016년 SBS 《퍽》 - 동진 역
- 2016년 MBC 《한 번 더 해피엔딩》
- 2017년 플레이리스트 《하찮아도 괜찮아》 - 최건호 역
- 2021년 SBS 《모범택시》 - 최민 역
- 2023년 MBC 《하늘의 인연》 - 하진우 역
- 2025년 펄스픽 《그놈이 돌아왔다》

### 영화
- 2014년 《마녀》 - 남자 2 역
- 2018년 《그대 이름은 장미》 - 명환 친구 2 역
- 2021년 《전야》 - 정우 역
- 2023년 《30일》 - 류모경 역

### 공연

#### 연극
- 2015년 《휴먼 4248》

### 광고
- 2014년 SK텔레콤 광대역 LTE-A - 새로운 인연, 처음 만나는 T 전화 편
- 2014년 SK텔레콤 T 요금제 - T 가족의 훈훈한 하루 편
- 2014년 SK텔레콤 SKT 개인 정보 지킴이 캠페인
- 2015년 농심 신라면 - 저 면접 또 떨어졌어요 편